# Panulirus homarus
Panulirus homarus är en kräftdjursart som först beskrevs av Carl von Linné 1758.  Panulirus homarus ingår i släktet Panulirus och familjen Palinuridae. IUCN kategoriserar arten globalt som livskraftig. Inga underarter finns listade i Catalogue of Life.